# Goldenes Kalb (Filmpreis)/Bester Nebendarsteller
Das Goldene Kalb für den Besten Nebendarsteller (Gouden Kalf voor de beste mannelijke bijrol) honoriert beim jährlich veranstalteten Niederländischen Filmfestival die beste Leistung eines Nebendarstellers in einem Wettbewerbsfilm. Die Auszeichnung wurde erstmals im Jahr 2005 verliehen. Über die Vergabe des Preises stimmt eine Wettbewerbsjury ab.

## Preisträger
| Jahr | Preisträger                                                                      | Film                      | Deutscher Verleihtitel |
| ---- | -------------------------------------------------------------------------------- | ------------------------- | ---------------------- |
| 2005 | Yahya Gaier, Tygo Gernandt, Micha Hulshof, Gürkan Küçüksentürk und Mimoun Oaïssa | Het Schnitzelparadijs     | Schnitzelparadies      |
| 2006 | Fedja van Huêt                                                                   | Nachtrit                  |                        |
| 2007 | Jan Decleir                                                                      | Wolfsbergen               |                        |
| 2008 | Ton Kas                                                                          | Vox Populi                |                        |
| 2009 | Raymond Thiry                                                                    | Oorlogswinter             |                        |
| 2010 | Jeroen Willems                                                                   | Majesteit                 |                        |
| 2011 | Peter Paul Muller (verweigerte den Preis)                                        | Gooische Vrouwen          |                        |
| 2012 | René van 't Hof                                                                  | Plan C                    |                        |
| 2013 | Jacob Derwig                                                                     | Alles is Familie          |                        |
| 2014 | Ton Kas                                                                          | Jongens                   |                        |
| 2015 | Raymond Thiry                                                                    | Bloed, zweet & tranen     |                        |
| 2016 | Marcel Hensema                                                                   | Knielen op een bed violen |                        |
| 2017 | Mohammed Azaay                                                                   | Layla M.                  | Layla M.               |
| 2018 | Wim Opbrouck                                                                     | Cobain                    |                        |
| 2019 | Thomas Höppener                                                                  | De Libi                   |                        |